# Сабина фон Пфалц-Зулцбах
Сабина фон Пфалц-Зулцбах (на немски: Sabine von Pfalz-Sulzbach; * 25 февруари 1589, Зулцбах; † 1 септември 1645, Касел) от фамилията Вителсбахи, е пфалцграфиня от Пфалц-Зулцбах и чрез женитба фрайин/баронеса на Вартенберг в Бохемия.

## Живот
Дъщеря е на пфалцграф и херцог Ото Хайнрих фон Зулцбах (1556 – 1604) и съпругата му принцеса Доротея Мария фон Вюртемберг (1559 – 1639), дъщеря на херцог Кристоф фон Вюртемберг (1515 – 1568) и принцеса Анна Мария фон Бранденбург-Ансбах (1526 – 1589). По-малката ѝ сестра Сузана (1591 – 1661) се омъжва на 6 юни 1613 в Нойбург за Георг Йохан II (1586 – 1654), пфалцграф на Пфалц-Гутенберг.
Сабина се омъжва на 7 март 1625 г. в замък Ротау до Пасау за фрайхер Йохан Георг фон Вартенберг (Jan Jiří z Vartemberka; † ок. 16 ноември 1632), син на фрайхер Карл фон Вартенберг/Карел з Вартемберка (1557 – 1612) и графиня Катарина фон Мансфелд-Айзлебен (1555 – 1634), дъщеря на граф Йохан Георг I фон Мансфелд-Айзлебен († 1579) и графиня Катарина фон Мансфелд-Хинтерорт († 1582). Те нямат деца.
Съпругът ѝ умира в изгнание ок. 16 ноември 1632 г. Тя умира на 56 години на 1 септември 1645 г. в Касел, Хесен-Касел, Германия.